# 492
Năm 492 là một năm trong lịch Julius.